# Kiso (plemeno)
Kůň kiso nebo také zkráceně Kiso (japonsky 木曽馬, kiso uma) je jedno z osmi původních japonských plemen koní, zároveň je to jediné původní plemeno koní z japonského ostrova Honšú, hlavního japonského ostrova. Stejně jako většina ostatních japonských původních plemen je kriticky ohrožené.

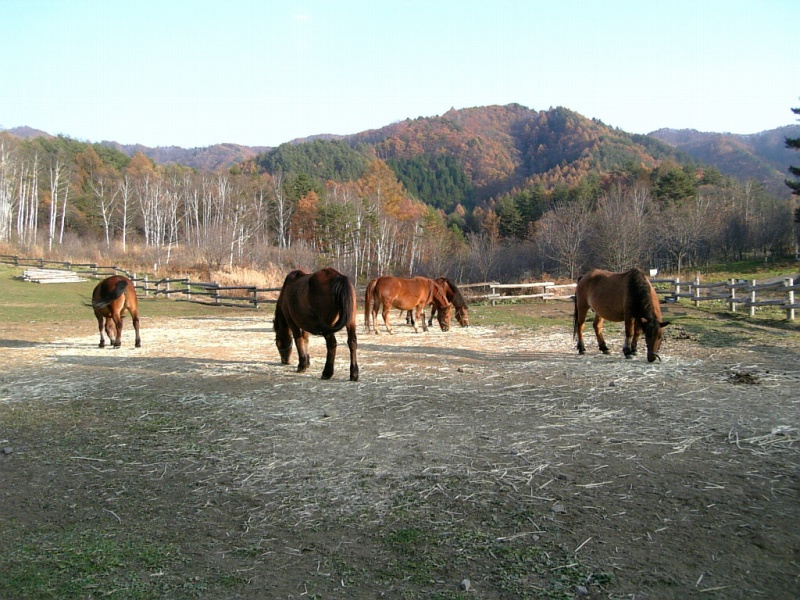
Kiso koně

## Historie plemena
Předpokládá se, že japonští původní koně pocházejí z dobytka dovezeného v několika různých dobách z různých částí asijské pevniny, k prvnímu takovému dovozu došlo nejpozději v 6.století našeho letopočtu. Koně byli používáni k zemědělství – jako soumarská zvířata, i když ne pro tažnou sílu, až do objevení střelných zbraní na konci 16. století byli hojně využíváni k válčení. Koně nebyli velcí: z bojišť z období Kamakura (1185–1333) byly vykopány pozůstatky asi 130 koní, jejich velikost se pohybovala od 110 až 140 cm. 
Plemeno Kiso pochází z údolí Kiso a pohoří Kiso Sanmjaku v prefektuře Nagano a z oblasti Higašimino v prefektuře Gifu ve střední části Honšú. Během období Meidži(1868–1912) bylo silně ovlivněno šlechtitelským programem Japonské císařské armády, která chtěla vyšší koně a nařídila, aby se ze všech hřebců tohoto plemene stali valaši, a aby k připuštění klisen Kiso byli používáni pouze dovezení hřebci. Po druhé světové válce zbylo jen málo čistokrevných koní Kiso. Jediný hřebec, zasvěcený náboženské svatyni, unikl kastraci. Jeho syn Daisan-harujama se narodil v roce 1951 a je základním hřebcem současného plemene. 
V roce 1899 existovalo 6823 koní plemene Kiso.  Mezi lety 1965 a 1976 klesl počet koní plemene z 510 na 32. Registrace plemene začala v tomto roce v rámci skupiny Kiso Pony Conservation Group, která byla založena v roce 1969, a od té doby se počet pomalu zotavuje.  V roce 2013 byla celková populace odhadována na 150. V důsledku tohoto malého počtu populace je efektivní velikost populace – která byla vypočítána na 45,8 – mnohem nižší než populace ze sčítání lidu. 
V roce 2012 byly v rámci plemene Kiso identifikovány čtyři odlišné subpopulace. 
Kiso Uma no Sato, neboli „vesnice koní Kiso“, v Kaita Kogen pod horou Kiso Ontake, je centrem chovu a ochrany plemene Kiso. 

## Charakteristika
Kiso je malý kůň, ale ve srovnání s ostatními japonskými původními plemeny středně velký. Výzkum publikovaný v roce 2011 zjistil průměrnou výšku 131,9 ± 4,4 cm, průměrný obvod hrudníku 167,1 ± 10,1 cm a obvod trupu 18,3 ± 1,0 cm. Pohlavní dimorfismus byl malý: zatímco samci byli o něco větší než klisny, rozdíl nebyl významný. Velikost plemene se od roku 1948 zmenšila; to mohlo být způsobeno buď příbuzenským křížením, nebo snižujícím se vlivem zahraničních hřebců používaných před válkou. 
Rozložení barev srsti u koní plemene Kiso se od roku 1953 podstatně změnilo: v roce 2011 bylo přibližně 93 % studovaných koní hnědáků nebo tmavých hnědáků a zbytek byl buď kaštanově zbarvený, nebo oříškový; v roce 1953 tvořili hnědáci a tmavě hnědáci méně než 60 % a byl zde také malý počet černých, šedých a palomino koní. Všichni registrovaní hřebci v roce 2011 byli hnědáci. Asi 66 % studovaných koní mělo úhoří pruh. 